# Михаил Петрович Клодт
 Тази статия е за художника М. П. Клодт.  За други личности със същата фамилия вижте Клодт.  
Михаил Петрович Клодт е руски живописец, акварелист, график и сценограф, майстор на жанровата живопис, един от учредителите на организацията на Передвижниците. Син е на скулптора Пьотър Клодт и братовчед на пейзажиста Михаил Константинович Клодт.

## Детство и младост
Михаил Клодт е роден на 17 септември (29) 1835 година в Санкт Петербург, в семейството на известния руски скулптор и педагог Пьотър Клодт. Това предопределя избора му на развитие в изкуството и той избира живописта. Общото си образование получава в училището към Реформаторската църква в родния си град. От 1848 година учи при известния майстор-илюстратор и гравьор Александър Агин а през 1852 година постъпва в Петербургската императорска художествена академия в класа на професор Алексей Марков, която посещава с прекъсвания. По време на обучението си получава два сребърни и два златни медала.

## Франция и Германия
Едни от първите му картини са „Интериор на хижа в Нормандия“ (1859), която в наши дни се намира в Третяковската галерия и „Из бита на нормандските рибари“ (1860), за която получава малък златен медал.
През 1857 година Михаил Клодт става първият илюстратор на приказките на Ханс Кристиан Андерсен в Русия. Между 1857 и 1860 година учи в Париж при френския художник Тома Кутюр. По-късно работи в Бретан и Нормандия заедно с Алексей Боголюбов. Във Франция рисува една от най-известните си картини „Болният музикант“. (1859). През 1861 година завършва Академията с голям златен медал за елегичната картина „Последна пролет“ (1861) и заминава на държавна издръжка в Европа. Във Франция се среща с братовчед си Михаил Константинович Клодт и заедно с него отново посещава Бретан и Нормандия. По-късно остава да живее в Мюнхен в продължение на три години. След завръщането си получава званието академик за картините си „Връщане от полето“ (1867) и „Селско кръщение“ (1867). През 1872 година получава и званието професор, а с картината му „Музикант“ Павел Третяков полага началото на своята галерия.

## Зрелост
В периода между 1869 и 1871 година взима участие като художник в експедицията на Императорската археологична комисия на Таманския полуостров за изследване на древните могили, които се намират там.
Михаил Клодт става един от основателите на организацията на Обществото на руските акварелисти и на Передвижниците, на чиито изложби участва до края на живота си. Прави успешни опити в графиката, като създава серия от офорти като „Расколников и Мармеладов“, създаден по мотиви от романа на Фьодор Достоевски „Престъпление и наказание“ (1874).
През 1873 година на Международната изложба в Лондон е награден с медал. По-късно взима участие и на Световното изложение в Антверпен.
Най-добрите му произведения отразяват живота и бита на хората от народа. Част от тях са „Фински селски бит“ (1857), „Антиквариат“ (1870), „Черната пейка“ (1872), „Преди тръгване“ (1878), която се намира в Третяковската галерия, „Мъченица“ (1880), „Посещение на затворниците“ (1880), „Девойка мордовка“ (1882). В редица от късните му творби художникът със съчувствие се обръща към темите на мъка и страдание – „Изоставена“ (1862), „Сестри на милосърдието“ (1884), „Осиротели“ (1897) и други.
Михаил Клодт работи няколко години като преподавател в училището по рисуване към Обществото за поощрение на художници, а по-късно става учител по акварелна живопис в Централното училище по техническо рисуване на барон Щиглиц. Постоянно сътрудничи на редица популярни списания.
При някои от късните му произведения се наблюдава отдръпване от традициите на Реализма, като при тях се появяват някои черти на Сантиментализма – „Колизей“ (1886).
Към края на 19 век Клодт започва да рисува и исторически платна, като в темите обикновено се ограничава с частични епизоди от миналото – „Етажът на принцесата“ (1878), „Марина Мнишек с баща си под стража“ (1883), „Начало на реформите на Петър I“ (1895), „Шут“ (1897), „Сенките на убитите се явяват пред Иван Грозни“.

## Последни години
През 1895 година е избран за действителен член на Императорската художествена академия и веднага след това постъпва на служба в Императорския Ермитаж в качеството си на живописец-реставратор. Последните 20 години от живота си художникът посвещава на реставрационните работи в Ермитажа.
Михаил Петрович Клодт умира на 7 (20) януари 1914 година в Санкт Петербург.
- Сарач (втората половина на 1860-те)
- В работилницата на Петър I (1872)
- Расколников и Мармеладов (1874)
- Евгений Онегин. Татяна (1886)
- Вещица (1891)
- Сенките на убитите се явяват пред Иван Грозни